# Cバンド

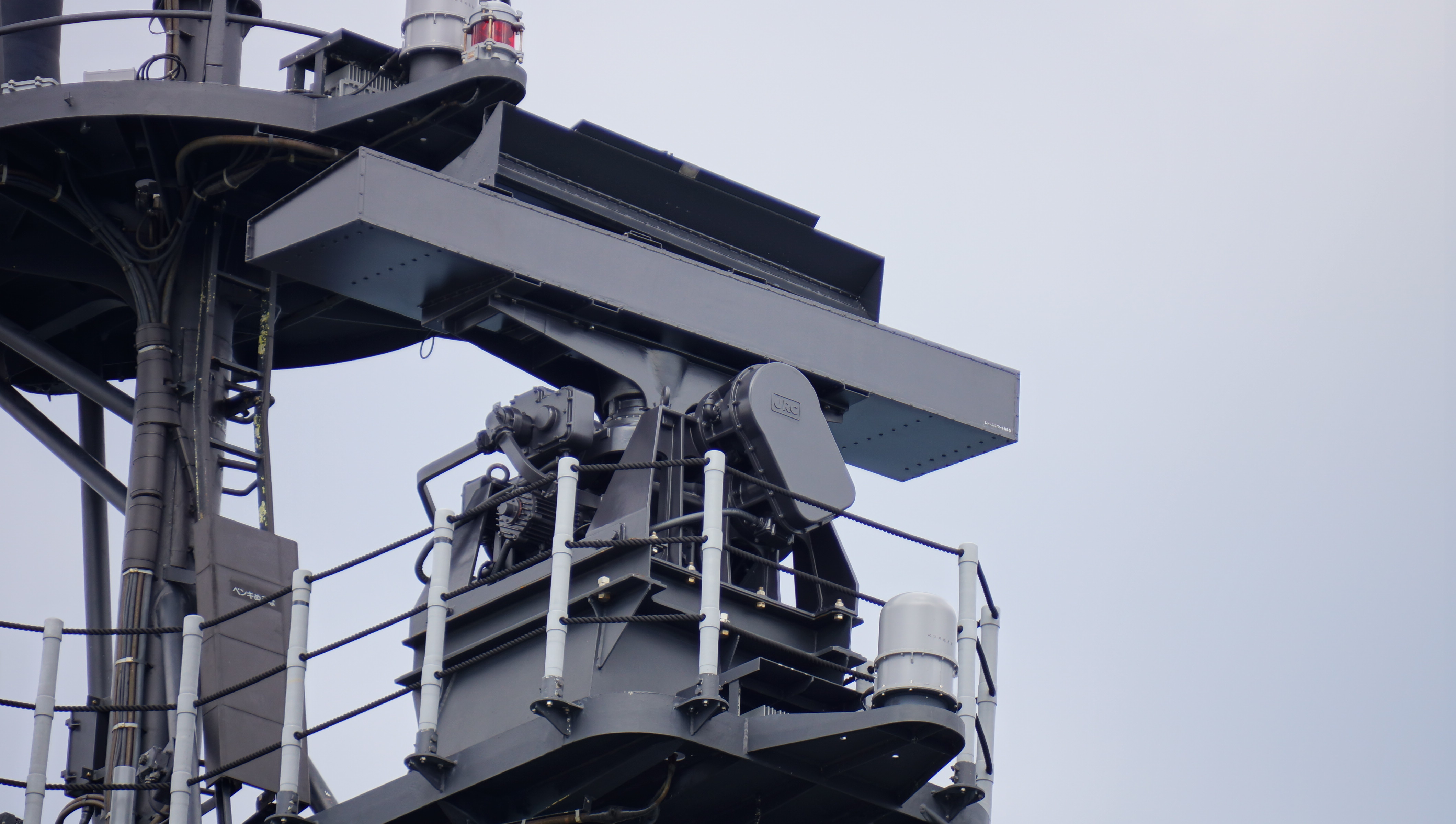
OPS-28。Cバンドを利用する対水上捜索レーダー。

Cバンド（C帯とも、英語: C-band）は、マイクロ波の周波数帯域の一つ。6GHz帯（4～8GHz; 波長37～75mm）のセンチメートル波（SHF）にあたる。通信衛星・固定無線・無線アクセスやレーダーなどで利用されている。
第二次世界大戦後、技術革新に応じて場当たり的に設定されていた当初の周波数帯域のうち、SバンドとXバンドのそれぞれ一部を統合する形で再設定され、後にIEEEによって体系的に整理された際に現在の周波数帯域に命名された。日本ではNTT中継回線の幹線系長距離通信など、地上波マイクロ波通信で用いられていることから、電波干渉を避けて衛星通信に利用するケースは少なかったが、近年では映像伝送サービス等で採用例がある。
Cバンドを利用する機器の例
- レーダー
  - MW-08
  - TRS-3D
  - FCS-3（防衛省）
  - PAC-3用レーダー
  - RADARSAT（カナダ宇宙庁）
  - CバンドMPレーダ（国土交通省気象レーダー）
  - 空港気象ドップラーレーダー
  - 航空機電波高度計
- 通信
  - 携帯電話（KDDI・NTTドコモ・ローカル5Gの第5世代移動通信システム用）
  - 通信衛星（JCSAT-2A/3A/RA・インテルサットなど）
  - 衛星放送（アジアサット・インテルサットなど）
  - 衛星電話（インマルサット・ワイドスター）
  - NTT中継回線
  - 国・地方自治体の基幹系マイクロ波通信回線
  - 防衛省の公共業務用通信
  - アマチュア無線
  - 無線LAN（IEEE802.11a/n/ac/ax）
  - WiMAX2+
  - ETC